# Atletismo nos Jogos Olímpicos de Verão de 2020 - 100 m masculino
O evento dos 100 metros rasos masculino nos Jogos Olímpicos de Verão de 2020 foi disputado entre 31 de julho e 1 de agosto de 2021 no Estádio Olímpico. Oitenta e quatro atletas eram esperados para competirem; 27 CONs usaram vagas de universalidade para inscreverem além das 56 vagas classificadas por tempo (23 vagas de universalidade foram usadas em 2016). 78 atletas de 59 CONs participaram do evento.
Marcell Jacobs conquistou a medalha de ouro, estabelecendo duas vezes, na semifinal e final, o novo recorde europeu, marcando pela primeira vez uma medalha italiana nos 100 metros masculinos. Os Estados Unidos ampliaram sua sequência de pódios consecutivos em Jogos Olímpicos no evento para seis após a conquista da prata por Fred Kerley, apenas o terceiro nas seletivas dos Estados Unidos. O canadense, Andre De Grasse conquistou sua segunda medalha de bronze consecutiva nos 100 metros, estabelecendo seu recorde pessoal. Com a aposentadoria de Usain Bolt, a sequência de três medalhas de ouro consecutivas da Jamaica terminou.

## Medalhistas
| Ouro   | ITA Marcell Jacobs  |
| Prata  | USA Fred Kerley     |
| Bronze | CAN Andre De Grasse |

## Sumário

### Semifinais
O ex-especialista nos 400 metros rasos (classificado como 8º lugar de todos os tempos), Fred Kerley dos Estados Unidos venceu a primeira semifinal, com o defensor da medalha de bronze, Andre De Grasse, do Canadá, se classificando como segundo. Na segunda semifinal, o líder mundial estadunidense e favorito à medalha de ouro, Trayvon Bromell foi derrotado em um photo finish por Enoch Adegoke da Nigéria, que ficou em segundo atrás de Zharnel Hughes da Grã-Bretanha, o atual campeão europeu.
Na terceira semifinal, Su Bingtian, da China, teve um início empolgante e segurou o grupo para melhorar seu próprio recorde asiático em 0,08 a 9,83, estabelecendo simultaneamente o recorde mundial não oficial de 60 metros. Dois milésimos atrás, Ronnie Baker, dos EUA, também melhorou seu recorde pessoal, ambos cronometrados em 9,83 e empatados em 12º lugar na lista de todos os tempos. O italiano Marcell Jacobs, que havia chegado ao evento como o líder mundial dos 60 metros, ficou em terceiro lugar e foi cronometrado em 9,84, estabelecendo o recorde europeu, melhorando seu PB em 0,1 e igualando o campeão de 1996, Donovan Bailey. Jacobs se classificou para a final no prazo junto com o segundo favorito pré-olímpico, o recordista africano Akani Simbine, da África do Sul, que se classificou com 9,90. Bromell, com o tempo de 10,00, foi eliminado no que foi considerado uma reviravolta significativa.

### Final
Na disputa final, as pistas centrais da final incluíram os três vencedores das semifinais Su, Kerley e Hughes e o segundo mais rápido, Baker.
Em uma primeira tentativa de iniciar a prova, Hughes disparou cedo em uma clara largada falsa, com todos os corredores, exceto Jacobs, correndo atrás dele, e foi desclassificado. A segunda largada foi limpa: Su não conseguiu repetir sua ótima largada na semifinal, com Kerley tendo o tempo de reação mais rápido e liderando a corrida até cerca da marca de 70m, onde foi ultrapassado por Jacobs. A partir daí, Jacobs abriu espaço no grupo, com Kerley ficando mais próximo quando Adegoke parou de correr no meio da prova mancando. 
Enquanto isso, De Grasse, após estar em último, acelerou e ultrapassou Baker e Simbine na marca dos 90 metros para levar sua segunda medalha de bronze no evento. Jacobs teve uma vitória clara sobre Kerley e foi imediatamente aplaudido por Gianmarco Tamberi, que havia acabado de vencer a prova de salto em altura apenas 13 minutos antes. Os dois se abraçaram e celebraram um momento icônico na história olímpica italiana.
Jacobs foi cronometrado em 9,80 para uma vitória olímpica inesperada. Isso marcou sua segunda melhoria no recorde europeu em apenas algumas horas, empatando Steve Mullings em 10º lugar de todos os tempos. Kerley e De Grasse melhoraram seus melhores resultados pessoais para 9,84 e 9,89, respectivamente.

## Qualificação
Cada Comitê Olímpico Nacional (CON) pode inscrever até 3 atletas no evento masculino de 100 metros desde que todos os atletas atendessem ao padrão de inscrição ou se classificassem através do ranking durante o período de qualificação (o limite de 3 está em vigor desde o Congresso Olímpico de 1930). O tempo padrão a qualificação é 10,05 segundos. Este padrão foi "estabelecido com o único propósito de qualificar atletas com desempenhos excepcionais incapazes de se qualificar através do caminho do Ranking Mundial da IAAF". O ranking mundial, baseado na média dos cinco melhores resultados do atleta durante o período de qualificação e ponderado pela importância do evento, foi usado para qualificar os atletas até que o limite de 56 fosse alcançado.
O período de qualificação foi originalmente de 1 de maio de 2019 a 29 de junho de 2020. Devido à pandemia de COVID-19, este período foi suspenso de 6 de abril de 2020 a 30 de novembro de 2020, com a data de término estendida para 29 de junho de 2021. O início do período do ranking  mundial a data também foi alterada de 1 de maio de 2019 para 30 de junho de 2020; os atletas que atingiram o padrão de qualificação naquela época ainda estavam qualificados, mas aqueles que usavam as classificações mundiais não seriam capazes de contar os desempenhos durante esse tempo. Os padrões de tempo de qualificação podem ser obtidos em várias competições durante o período determinado que tenham a aprovação da IAAF. Apenas competições ao ar livre eram elegíveis para arrancadas e obstáculos curtos, incluindo os 100 metros. Os campeonatos de área mais recentes podem ser contados no ranking, mesmo que não durante o período de qualificação.
Os CONs também podem usar sua vaga de universalidade – cada CON pode inscrever um atleta masculino independentemente do tempo, se não houver nenhum atleta masculino que atenda ao padrão de entrada a um evento de atletismo – nos 100 metros.

## Formato
O evento continua a contar com uma fase preliminares mais três fases principais introduzido em 2012. Os atletas que não atendem ao padrão de qualificação (ou seja, foram inscritos por meio de vagas de universalidade) competiram nas preliminares; aqueles que atendem ao padrão começaram nas eliminatórias.

## Calendário
Horário local (UTC +9)
| 31 de julho  | 31 de julho   | 1 de agosto | 1 de agosto |
| 11:35        | 19:45         | 19:15       | 21:50       |
| ------------ | ------------- | ----------- | ----------- |
| Preliminares | Eliminatórias | Semifinais  | Final       |

## Recordes
Antes desta competição, os recordes da prova eram os seguintes:
| Tipo             | Atleta     | Tempo | Local   | Data                 |
| ---------------- | ---------- | ----- | ------- | -------------------- |
| Recorde mundial  | Usain Bolt | 9.58  | Berlim  | 16 de agosto de 2009 |
| Recorde olímpico | Usain Bolt | 9.63  | Londres | 5 de agosto de 2012  |

### Por região
| Área                               | Tempos | Vento | Atleta           | Nação         |
| ---------------------------------- | ------ | ----- | ---------------- | ------------- |
| África                             | 9.84   | +1.2  | Akani Simbine    | África do Sul |
| Ásia                               | 9.91   | +1.8  | Femi Ogunode     | Catar         |
| Ásia                               | 9.91   | +0.6  | Femi Ogunode     | Catar         |
| Ásia                               | 9.91   | +0.2  | Su Bingtian      | China         |
| Ásia                               | 9.91   | +0.8  | Su Bingtian      | China         |
| Europa                             | 9.86   | +0.6  | Francis Obikwelu | Portugal      |
| Europa                             | 9.86   | +1.3  | Jimmy Vicaut     | França        |
| Europa                             | 9.86   | +1.8  | Jimmy Vicaut     | França        |
| América do Norte, Central e Caribe | 9.58   | +0.9  | Usain Bolt       | Jamaica       |
| Oceania                            | 9.93   | +1.8  | Patrick Johnson  | Austrália     |
| América do Sul                     | 10.00  | +1.6  | Robson da Silva  | Brasil        |

Os seguintes recordes foram estabelecidos durante o evento:
| CON    | Atleta           | Rodada        | Tempo | Notas            |
| ------ | ---------------- | ------------- | ----- | ---------------- |
| Tuvalu | Karalo Maibuca   | Preliminares  | 11.42 |                  |
| Itália | Marcell Jacobs   | Eliminatórias | 9.94  | Recorde nacional |
| Itália | Marcell Jacobs   | Semifinais    | 9.84  | ,                |
| Itália | Marcell Jacobs   | Final         | 9.80  | ,                |
| Quênia | Ferdinand Omurwa | Eliminatórias | 10.01 |                  |
| Quênia | Ferdinand Omurwa | Semifinais    | 10.00 |                  |
| China  | Su Bingtian      | Semifinais    | 9.83  | Recorde asiático |

## Resultados

### Preliminares
Regras de qualificação: os 3 primeiros em cada bateria (Q) e o tempo mais rápido (q) avançam a próxima fase.
Vento – Bateria 1: -0.2 m/s; Bateria 2: +0.0 m/s; Bateria 3: +0.9 m/s.

#### Bateria 1
| Pos. | Raia | Atleta                | CON                 | Tempo | Notas                |
| ---- | ---- | --------------------- | ------------------- | ----- | -------------------- |
| 1    | 7    | Ngoni Makusha         | ZIM Zimbabwe        | 10.32 | Q                    |
| 2    | 8    | Fabrice Dabla         | TOG Togo            | 10.57 | Q                    |
| 3    | 6    | Yeykell Romero        | NCA Nicarágua       | 10.62 | Q                    |
| 4    | 1    | Hassan Saaid          | MDV Maldivas        | 10.70 | Recorde da temporada |
| 5    | 3    | Shaun Gill            | BIZ Belize          | 10.88 |                      |
| 6    | 9    | Pen Sokong            | CAM Camboja         | 11.02 | Recorde da temporada |
| 7    | 4    | Sha Mahmood Noor Zahi | AFG Afeganistão     | 11.04 | Recorde pessoal      |
| 8    | 5    | Lataisi Mwea          | KIR Kiribati        | 11.25 |                      |
| 9    | 2    | Nathan Crumpton       | ASA Samoa Americana | 11.27 | Recorde pessoal      |

#### Bateria 2
| Pos. | Raia | Atleta             | CON                        | Tempo          | Notas   |
| ---- | ---- | ------------------ | -------------------------- | -------------- | ------- |
| 1    | 2    | Barakat Al-Harthi  | OMA Omã                    | 10.27          | Q,      |
| 2    | 9    | Emanuel Archibald  | GUY Guiana                 | 10.30          | Q       |
| 3    | 1    | Mohamed Alhammadi  | UAE Emirados Árabes Unidos | 10.59 (10.581) | Q,      |
| 3    | 5    | Banuve Tabakaucoro | FIJ Fiji                   | 10.59 (10.581) | Q,      |
| 5    | 7    | Bruno Rojas        | BOL Bolívia                | 10.64          |         |
| 6    | 4    | Didier Kiki        | BEN Benim                  | 10.69          |         |
| 7    | 3    | Badamassi Saguirou | NIG Níger                  | 10.87          |         |
| 8    | 8    | Ronald Fotofili    | TGA Tonga                  | 11.19          |         |
| —    | 6    | Aveni Miguel       | ANG Angola                 | DSQ            | TR 16.8 |

#### Bateria 3
| Pos. | Raia | Atleta            | CON                                 | Tempo          | Notas                |
| ---- | ---- | ----------------- | ----------------------------------- | -------------- | -------------------- |
| 1    | 6    | Dorian Keletela   | EOR Equipe Olímpica de Refugiados   | 10.33          | Q,                   |
| 2    | 1    | Guy Maganga Gorra | GAB Gabão                           | 10.61          | Q                    |
| 3    | 2    | Oliver Mwimba     | COD República Democrática do Congo  | 10.63          | Q                    |
| 4    | 3    | Ildar Akhmadiev   | TJK Tajiquistão                     | 10.66          | Recorde pessoal      |
| 5    | 5    | Jonah Harris      | NRU Nauru                           | 11.01          | Recorde da temporada |
| 6    | 8    | Scott Fiti        | FSM Estados Federados da Micronésia | 11.25          | Recorde da temporada |
| 7    | 4    | Seco Camara       | GBS Guiné-Bissau                    | 11.33          | Recorde pessoal      |
| 8    | 9    | Adrian Ililau     | PLW Palau                           | 11.42 (11.414) | Recorde pessoal      |
| 9    | 7    | Karalo Maibuca    | TUV Tuvalu                          | 11.42 (11.418) | Recorde nacional     |

### Eliminatórias

Relargada da bateria 6

Regras de qualificação: os 3 primeiros em cada bateria (Q) e os 3 tempos mais rápidos (q) avançam as semifinais.
Vento – Bateria 1: +0.2 m/s; Bateria 2: +0.3 m/s; Bateria 3: +0.1 m/s; Bateria 4: +0.0 m/s; Bateria  5: +0.6 m/s; Bateria 6: -0.4 m/s; Bateria 7: +0.8 m/s.

#### Bateria 1
| Pos. | Raia | Atleta              | CON                | Tempo | Notas                |
| ---- | ---- | ------------------- | ------------------ | ----- | -------------------- |
| 1    | 8    | Ronnie Baker        | USA Estados Unidos | 10.03 | Q                    |
| 2    | 3    | Jimmy Vicaut        | FRA França         | 10.07 | Q,                   |
| 3    | 2    | Usheoritse Itsekiri | NGR Nigéria        | 10.15 | Q                    |
| 4    | 1    | Wu Zhiqiang         | CHN China          | 10.18 |                      |
| 5    | 9    | Yang Chun-han       | TPE Taipé Chinês   | 10.21 | Recorde da temporada |
| 6    | 7    | Shuhei Tada         | JPN Japão          | 10.22 |                      |
| 7    | 5    | Emre Zafer Barnes   | TUR Turquia        | 10.47 |                      |
| 8    | 6    | Guy Maganga Gorra   | GAB Gabão          | 10.77 |                      |
| —    | 4    | Tyquendo Tracey     | JAM Jamaica        | –     | DNS                  |

#### Bateria 2
| Pos. | Raia | Atleta                  | CON                               | Tempo | Notas |
| ---- | ---- | ----------------------- | --------------------------------- | ----- | ----- |
| 1    | 6    | Enoch Adegoke           | NGR Nigéria                       | 9.98  | Q,    |
| 2    | 3    | Femi Ogunode            | QAT Catar                         | 10.02 | Q     |
| 3    | 8    | Zharnel Hughes          | GBR Grã-Bretanha                  | 10.04 | Q,    |
| 4    | 7    | Trayvon Bromell         | USA Estados Unidos                | 10.05 | q     |
| 5    | 9    | Felipe Bardi dos Santos | BRA Brasil                        | 10.26 |       |
| 6    | 4    | Silvan Wicki            | SUI Suíça                         | 10.28 |       |
| 7    | 5    | Samson Colebrooke       | BAH Bahamas                       | 10.33 |       |
| 8    | 1    | Dorian Keletela         | EOR Equipe Olímpica de Refugiados | 10.41 |       |
| 9    | 2    | Emanuel Archibald       | GUY Guiana                        | 10.41 |       |

#### Bateria 3
| Pos. | Raia | Atleta            | CON                                | Tempo | Notas |
| ---- | ---- | ----------------- | ---------------------------------- | ----- | ----- |
| 1    | 4    | Marcell Jacobs    | ITA Itália                         | 9.94  | Q,    |
| 2    | 9    | Oblique Seville   | JAM Jamaica                        | 10.04 | Q,    |
| 3    | 1    | Shaun Maswanganyi | RSA África do Sul                  | 10.12 | Q     |
| 4    | 7    | Ryota Yamagata    | JPN Japão                          | 10.15 |       |
| 5    | 2    | Xie Zhenye        | CHN China                          | 10.16 |       |
| 6    | 5    | Yupun Abeykoon    | SRI Sri Lanka                      | 10.32 |       |
| 7    | 8    | Carlos Nascimento | POR Portugal                       | 10.37 |       |
| 8    | 6    | Gavin Smellie     | CAN Canadá                         | 10.44 |       |
| 9    | 3    | Oliver Mwimba     | COD República Democrática do Congo | 10.97 |       |

#### Bateria 4
| Pos. | Raia | Atleta              | CON                       | Tempo | Notas                |
| ---- | ---- | ------------------- | ------------------------- | ----- | -------------------- |
| 1    | 2    | Gift Leotlela       | RSA África do Sul         | 10.04 | Q                    |
| 2    | 4    | Su Bingtian         | CHN China                 | 10.05 | Q                    |
| 3    | 8    | Jason Rogers        | SKN São Cristóvão e Neves | 10.21 | Q                    |
| 4    | 7    | Yuki Koike          | JPN Japão                 | 10.22 |                      |
| 5    | 5    | Lalu Muhammad Zohri | INA Indonésia             | 10.26 | Recorde da temporada |
| 6    | 3    | Ebrima Camara       | GAM Gâmbia                | 10.33 |                      |
| 7    | 6    | Kemar Hyman         | CAY Ilhas Cayman          | 10.41 |                      |
| 8    | 9    | Banuve Tabakaucoro  | FIJ Fiji                  | 10.70 |                      |
| —    | 1    | Mark Odhiambo       | KEN Quênia                | –     | DNS                  |

#### Bateria 5
| Pos. | Raia | Atleta            | CON                        | Tempo | Notas   |
| ---- | ---- | ----------------- | -------------------------- | ----- | ------- |
| 1    | 9    | Andre De Grasse   | CAN Canadá                 | 9.91  | Q,      |
| 2    | 3    | Fred Kerley       | USA Estados Unidos         | 9.97  | Q       |
| 3    | 6    | Ferdinand Omurwa  | KEN Quênia                 | 10.01 | Q,      |
| 4    | 1    | Filippo Tortu     | ITA Itália                 | 10.10 | q,      |
| 5    | 8    | Reece Prescod     | GBR Grã-Bretanha           | 10.12 | q,      |
| 6    | 5    | Jak Ali Harvey    | TUR Turquia                | 10.25 |         |
| 7    | 4    | Barakat Al-Harthi | OMA Omã                    | 10.31 |         |
| 8    | 7    | Mohamed Alhammadi | UAE Emirados Árabes Unidos | 10.64 |         |
| —    | 2    | Divine Oduduru    | NGR Nigéria                | DSQ   | TR 16.8 |

#### Bateria 6
| Pos. | Raia | Atleta                  | CON                   | Tempo | Notas   |
| ---- | ---- | ----------------------- | --------------------- | ----- | ------- |
| 1    | 4    | Akani Simbine           | RSA África do Sul     | 10.08 | Q       |
| 2    | 3    | Arthur Cissé            | CIV Costa do Marfim   | 10.15 | Q       |
| 3    | 6    | Paulo André de Oliveira | BRA Brasil            | 10.17 | Q       |
| 4    | 1    | Hassan Taftian          | IRI Irã               | 10.19 |         |
| 5    | 9    | Emmanuel Matadi         | LBR Libéria           | 10.25 |         |
| 6    | 5    | Cejhae Greene           | ANT Antígua e Barbuda | 10.25 |         |
| 7    | 8    | Ngoni Makusha           | ZIM Zimbabwe          | 10.43 |         |
| 8    | 7    | Bismark Boateng         | CAN Canadá            | 10.47 |         |
| —    | 2    | Fabrice Dabla           | TOG Togo              | DSQ   | TR 16.8 |

#### Bateria 7
| Pos. | Raia | Atleta                 | CON              | Tempo | Notas |
| ---- | ---- | ---------------------- | ---------------- | ----- | ----- |
| 1    | 1    | Rohan Browning         | AUS Austrália    | 10.01 | Q,    |
| 2    | 5    | Yohan Blake            | JAM Jamaica      | 10.06 | Q     |
| 3    | 3    | Chijindu Ujah          | GBR Grã-Bretanha | 10.08 | Q     |
| 4    | 6    | Benjamin Azamati-Kwaku | GHA Gana         | 10.13 |       |
| 5    | 2    | Kojo Musah             | DEN Dinamarca    | 10.20 |       |
| 6    | 7    | Rodrigo do Nascimento  | BRA Brasil       | 10.24 |       |
| 7    | 4    | Ján Volko              | SVK Eslováquia   | 10.40 |       |
| 8    | 9    | Yeykell Romero         | NCA Nicarágua    | 10.70 |       |
| 9    | 8    | Mario Burke            | BAR Barbados     | 15.81 |       |

### Semifinais
Regras de qualificação: os 2 primeiros em cada semifinal (Q) e os 2 tempos mais rápidos (q) avançam a final.
Vento – Semifinal 1: -0.1 m/s; Semifinal 2: -0.2 m/s; Semifinal 3: +0.9 m/s.

#### Semifinal 1
| Pos. | Raia | Atleta              | CON                | Tempo | Notas            |
| ---- | ---- | ------------------- | ------------------ | ----- | ---------------- |
| 1    | 7    | Fred Kerley         | USA Estados Unidos | 9.96  | Q                |
| 2    | 6    | Andre De Grasse     | CAN Canadá         | 9.98  | Q                |
| 3    | 9    | Ferdinand Omurwa    | KEN Quênia         | 10.00 | Recorde nacional |
| 4    | 4    | Gift Leotlela       | RSA África do Sul  | 10.03 |                  |
| 5    | 8    | Jimmy Vicaut        | FRA França         | 10.11 |                  |
| 6    | 5    | Yohan Blake         | JAM Jamaica        | 10.14 |                  |
| 7    | 2    | Usheoritse Itsekiri | NGR Nigéria        | 10.29 |                  |
| —    | 3    | Reece Prescod       | GBR Grã-Bretanha   | DSQ   | TR 16.8          |

#### Semifinal 2
| Pos. | Raia | Atleta            | CON                | Tempo          | Notas |
| ---- | ---- | ----------------- | ------------------ | -------------- | ----- |
| 1    | 8    | Zharnel Hughes    | GBR Grã-Bretanha   | 9.98           | Q,    |
| 2    | 7    | Enoch Adegoke     | NGR Nigéria        | 10.00 (9.995)  | Q     |
| 3    | 3    | Trayvon Bromell   | USA Estados Unidos | 10.00 (9.996)  |       |
| 4    | 4    | Oblique Seville   | JAM Jamaica        | 10.09 (10.081) |       |
| 5    | 6    | Rohan Browning    | AUS Austrália      | 10.09 (10.083) |       |
| 6    | 9    | Shaun Maswanganyi | RSA África do Sul  | 10.10          |       |
| 7    | 2    | Filippo Tortu     | ITA Itália         | 10.16          |       |
| 8    | 5    | Femi Ogunode      | QAT Catar          | 10.17          |       |

#### Semifinal 3
| Pos. | Raia | Atleta                  | CON                       | Tempo        | Notas |
| ---- | ---- | ----------------------- | ------------------------- | ------------ | ----- |
| 1    | 4    | Su Bingtian             | CHN China                 | 9.83 (9.827) | Q,    |
| 2    | 6    | Ronnie Baker            | USA Estados Unidos        | 9.83 (9.829) | Q,    |
| 3    | 5    | Marcell Jacobs          | ITA Itália                | 9.84         | q,    |
| 4    | 7    | Akani Simbine           | RSA África do Sul         | 9.90         | q     |
| 5    | 8    | Chijindu Ujah           | GBR Grã-Bretanha          | 10.11        |       |
| 6    | 2    | Jason Rogers            | SKN São Cristóvão e Neves | 10.12        |       |
| 7    | 9    | Arthur Cissé            | CIV Costa do Marfim       | 10.18        |       |
| 8    | 3    | Paulo André de Oliveira | BRA Brasil                | 10.31        |       |

### Final
A final foi disputada em 1 de agosto, às 21:50 locais.
Vento: +0.1 m/s.
| Pos.              | Raia | Atleta          | CON                | Tempo | Notas           |
| ----------------- | ---- | --------------- | ------------------ | ----- | --------------- |
| Medalha de ouro   | 3    | Marcell Jacobs  | ITA Itália         | 9.80  | Recorde europeu |
| Medalha de prata  | 5    | Fred Kerley     | USA Estados Unidos | 9.84  | Recorde pessoal |
| Medalha de bronze | 9    | Andre De Grasse | CAN Canadá         | 9.89  | Recorde pessoal |
| 4                 | 2    | Akani Simbine   | RSA África do Sul  | 9.93  |                 |
| 5                 | 7    | Ronnie Baker    | USA Estados Unidos | 9.95  |                 |
| 6                 | 6    | Su Bingtian     | CHN China          | 9.98  |                 |
| –                 | 8    | Enoch Adegoke   | NGR Nigéria        | –     | DNF             |
| –                 | 4    | Zharnel Hughes  | GBR Grã-Bretanha   | DSQ   | TR 16.8         |

Legenda
| Recorde mundial      | Recorde mundial (World record)               |                       | Recorde africano                      | Recorde africano (African) |                                           | Q | Classificado por posição (Qualified) |
| Recorde olímpico     | Recorde olímpico (Olympic record)            | Recorde da América    | Recorde da América (Americas)         | q                          | Classificado por melhor tempo (Qualified) |   |                                      |
| Melhor marca do ano  | Melhor marca do ano (World leading)          | Recorde asiático      | Recorde asiático (Asian)              | DNS                        | Não largou (Did not start)                |   |                                      |
| Recorde nacional     | Recorde nacional (National record)           | Recorde europeu       | Recorde europeu (European)            | DNF                        | Não terminou (Did not finish)             |   |                                      |
| Recorde pessoal      | Recorde pessoal do atleta (Personal best)    | Recorde da Oceania    | Recorde da Oceania (Oceania)          | DSQ / DQ                   | Desclassificado (Disqualified)            |   |                                      |
| Recorde da temporada | Recorde da temporada do atleta (Season best) | Recorde sul-americano | Recorde sul-americano (South America) | NM                         | Sem marca (No mark)                       |   |                                      |